# فيفيان سيمبسون
فيفيان سيمبسون (بالإنجليزية: Vivian Simpson)‏ هو سياسي بريطاني (وحمل سابقاً جنسية المملكة المتحدة لبريطانيا العظمى وأيرلندا)، ولد في 23 أغسطس 1903، وتوفي في 1977. انتخب عضو برلمان أيرلندا الشمالية.